# Ерік Онобль
Ерік Онобль (фр. Éric Aunoble) – французький історик, доктор історії Вищої школи соціальних наук (Париж), доцент Женевського університету. Досліджує історію революції та громадянської війни 1917–1921 рр., фахівець ранньорадянського періоду. В 2008 р. захистив дисертацію на тему сільськогосподарських комун у Харківській області: «Негайно до комунізму! Комунарський рух у радянській Україні (1919–1920)», яка вийшла окремою монографією. Бере участь у низці міжнародних проектів, зокрема: «Кіно в Радянському Союзі та війна, 1939–1949», «Польсько-російсько-український трикутник історичних розбіжностей» тощо.

## Вибрана бібліографія
- Укркинохроника [Українська студія хронікально-документальних фільмів]: испытание войной» // Валери Познер, Ирина Чернева, Ванесса Вуазен. Пережить войну. Киноиндустрия в СССР, 1939-1949 годы. — Москва: РОССПЕН, 2017.
- La révolution russe, une histoire française – lectures et représentations depuis 1917, la fabrique, 2016
  - Революція 1917 року: сто років дискусій у Франції ̣// Революція 1917 року: французький погляд. 100 років тлумачень і репрезентацій. – К.: Ніка-Центр, 2016.
- Dans la fabrique de l’imaginaire soviétique: La consultation littéraire du magazine Komounarka Oukraïny (1932-1934) // Revue russe, № 39 — 2013.
- La ‘‘commune juive’’ aux actualités, du cauchemar social au rêve cinématographique? // V. Pozner et N. Laurent (dir.). Kinojudaica, L'image des Juifs dans le cinéma de Russie et d'Union soviétique des années 1910 aux années 1980, Nouveau Monde Éditions, Paris, 2012; 
  - Еврейская коммуна» (1927-1939): от социального кошмара к кинематографическим грезам [Архівовано 26 жовтня 2020 у Wayback Machine.] (рос.)
- La figure de Nestor Makhno, ou les tribulations d'un héros révolutionnaire [Архівовано 12 серпня 2017 у Wayback Machine.] // K. Amacher et L. Heller (dir.), Le Retour des héros: la reconstitution des mythologies nationales à l’heure du postcommunisme, Académia Bruylant, Louvain, 2010. (фр.)
- «Le communisme tout de suite!», le mouvement des communes en Ukraine soviétique (1919-1920), Les Nuits rouges, Paris, 2008 ; 286 p. 
  - частковий переклад: Комунарські революції в Україні 1919 року // Революція 1917 року: французький погляд.
- S'éduquer à part pour mieux s'intégrer? Les communes pédagogiques en Ukraine soviétique (1920-24) // Revue d’Histoire de l’enfance ‘‘irrégulière’’ – Le Temps de l’histoire, №7 (décembre 2005), dossier Enfermements et éducations (фр.)
- Dictionnaire des Utopies, sous la direction de M. Riot-Sarcey, T. Bouchet et A. Picon, Larousse, Paris, 2002 ; rééditions en 2006 et 2008).
  - «Коммуны [Архівовано 26 жовтня 2020 у Wayback Machine.]», «Пролеткульт [Архівовано 26 жовтня 2020 у Wayback Machine.]», «Советы [Архівовано 26 жовтня 2020 у Wayback Machine.]»: статті у Словнику Утопій
- Les utopies, moteurs d'histoire » // Revue des deux Mondes, dossier Utopies, №4, 2000  
  - частковий переклад: Утопія як рушій історії [Архівовано 14 січня 2017 у Wayback Machine.] // Historians.in.ua
- Les ouvriers et le pouvoir à Kharkov de 1920 à 1933, à travers les archives régionales // Cahiers du Mouvement ouvrier (CERMTRI), №13 et 14, avril et juin 2001.
  - Рабочие и власть в Харькове с 1920 по 1933 гг. (по материалам областного архива) [Архівовано 26 жовтня 2020 у Wayback Machine.] (рос.)
- Choc de mémoires et conflit de récits // Le Monde Diplomatique, avril 2022.
  - Зіткнення пам’яті і конфлікт наративів.
- Ерік Онобль: «Я маю якийсь обов'язок перед пострадянськими людьми і особливо перед українцями» // Історична експертиза, 25.08.2024.

### Книги українською
- Онобль Е. Революція 1917 року: французький погляд. 100 років тлумачень і репрезентацій. З французької переклав Андрій Рєпа  – К.: Ніка-Центр, 2016. – 248 с.